# Altica lythri
Pour les articles homonymes, voir Altise de la vigne.
Espèce
Altica lythri, l'altise de la vigne, est une espèce d'insectes coléoptères de la famille des Chrysomelidae, de la sous-famille des Alticinae, originaire de l'Ancien monde. Cette espèce est très similaire à Altica palustris et il est très difficile de les distinguer.
C'est un insecte phyllophage qui, à l'état d'imago et surtout au stade larvaire, ronge le limbe des feuilles de divers végétaux, dont la vigne.